# Castelo de Morella

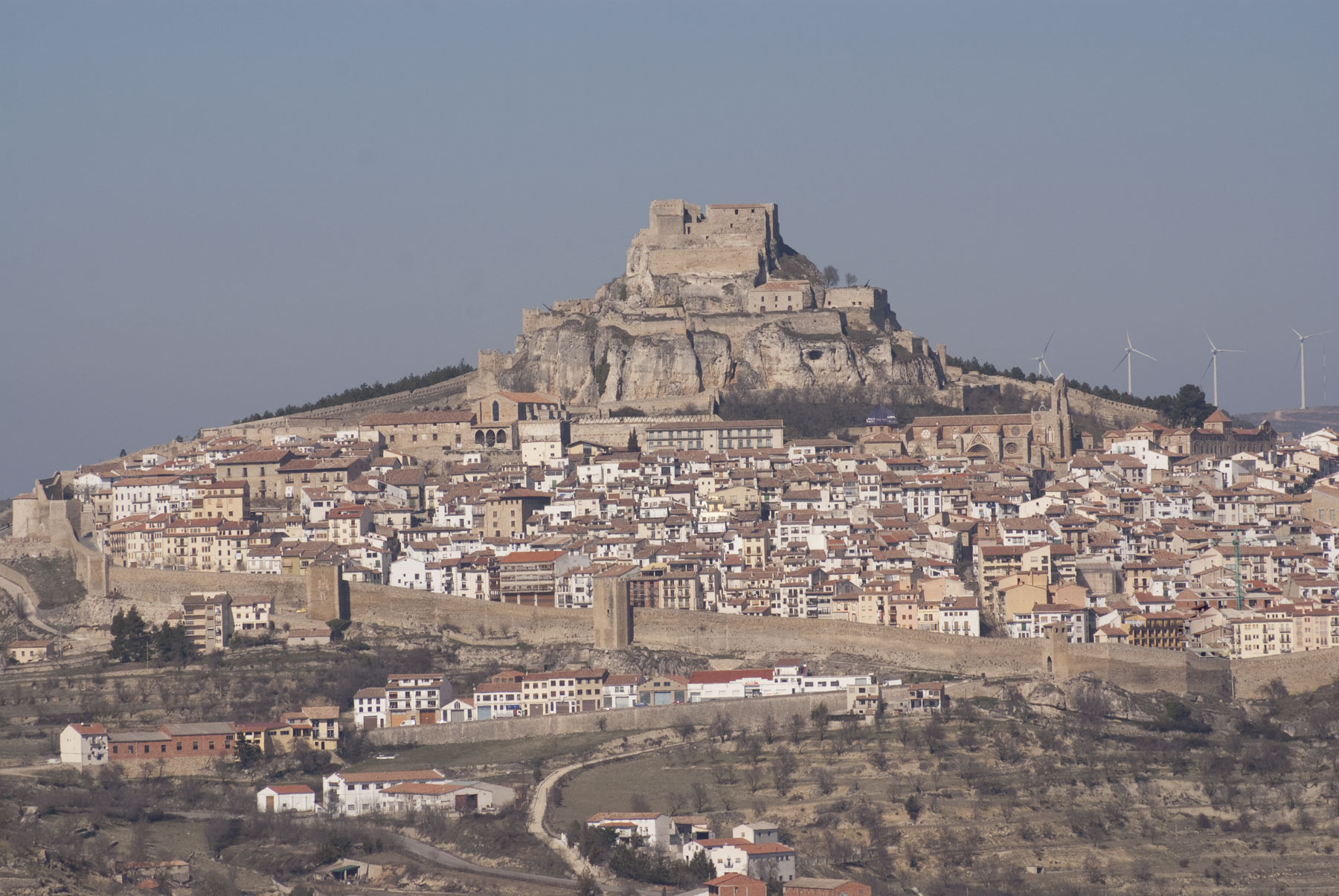
Castelo de Morella, Espanha.

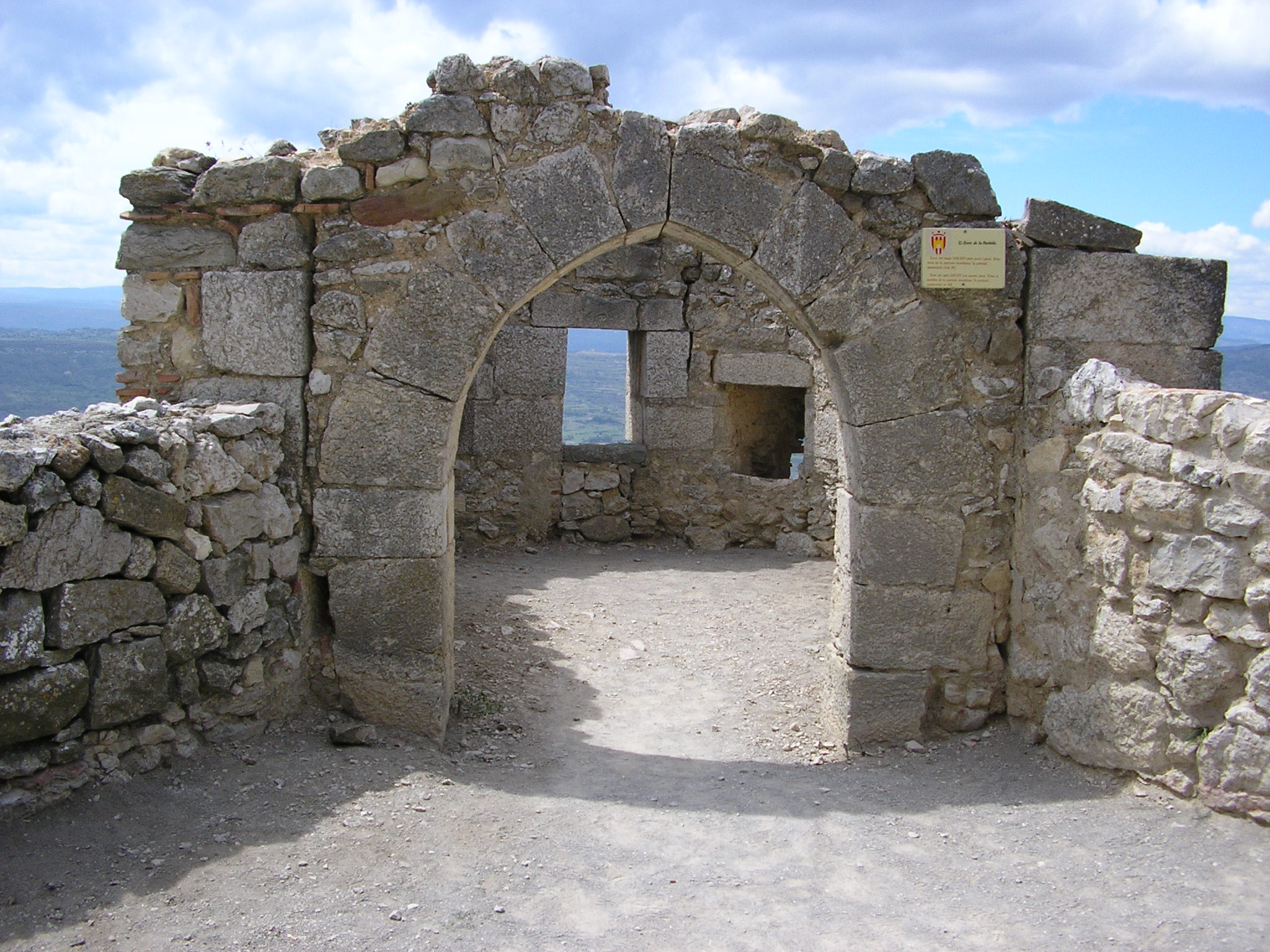
Castelo de Morella, Espanha: porta da Torre da Pardala.

O Castelo de Morella localiza-se no município de Morella, na província de Castellón, na comunidade autónoma da Comunidade Valenciana, na Espanha.
No alto da chamada "Mola", em posição dominante sobre a povoação, ergue-se a 1073 metros acima do nível do mar.

## História
A primitiva ocupação de seu sítio remonta à pré-história, sucessivamente reocupado pelos Iberos e pelos romanos. A actual fortificação foi erguida por forças muçulmanas no século XIII, com reformas posteriores à Reconquista cristã da região, ainda na Idade Média.
O castelo foi utilizado durante a Guerra da Independência Espanhola. De acordo com a lenda local, a líder da resistência em Morella, Josefa Bosch, conhecida como "la Pardala", foi detida pelas tropas napoleónicas em uma das torres do castelo. Em sua homenagem, essa torre é conhecida como a "Torre de la Pardala".
Posteriormente, no contexto das Guerras Carlistas, foi conquistado em 1838 pelas forças de Ramon Cabrera i Grinyó, que o converteu em uma das praças-fortes Carlistas e em base das suas tropas. No ano seguinte (1839) o engenheiro militar prussiano, barão Wilhelm von Radhen, reestruturou-o, incorportando-lhe os avanços defensivos da época. Em 1840 foi duramente castigado pelo bombardeio das forças de Joaquín Baldomero Fernández Álvarez Espartero, logrando atingir o paiol de pólvora, destruído na explosão que se sucedeu.
Actualmente o conjunto vem sofrendo extensa intervenção de restauração, visando recuperá-lo.

## Características
O conjunto é constituído por três níveis: no primeiro, inferior, encontram-se a entrada e o palácio do governador; no segundo nível, intermediário, foram implantadas as baterias de artilharia; no terceiro nível, superior, implanta-se o castelo própriamente dito. O nível inferior é defendido por uma muralha amparada por 14 torres, a maioria de planta semi-circular, entre as quais se destaca a chamada "Torre del Pantó", documentada desde o século XV, com planta rectangular em alvenaria de pedra.
O castelo, na parte superior, sofreu modificações durante a Guerra de Sucessão Espanhola e posteriormente, durante as Guerras Carlistas, quando a torre celoquia foi bombardeada (1813). A este trecho se acedia por uma escada, originalmente com 90 degraus, dos quais se conservam 54, e que conduz a um portão de armas que por sua vez comunica-se à praça de armas através de um passadiço. No centro da praça, abre-se a antiga cisterna romana sobre a qual existe uma guarita, construída no século XIX, e os restos de um corpo de guarda. No lado sul da praça, encontram-se os restos de uma edificação que se comunica com a torre celoquia. Esta torre ergue-se a Sudeste, e constituiu-se na torre de menagem cristã. Reformada no século XIII, de acordo com documentos do século XVIII dividia-se internamente em três pavimentos, sem escadas. A comunicação era efetuada pelos edificios circundantes. O pavimento inferior e o intermediário eram recobertos por abóbadas; no último pavimento estava implantada a capela, sob a invocação de Santa Bárbara e Santa Madalena, e que, depois do século XVIII passou a ser utilizada como prisão. A cobertura era um telhado de quatro águas.
Actualmente o castelo é acedido pelo claustro do Convento de São Francisco.